# باد والدزی
باد والدزی شهری در ایالت بادن-وورتمبرگ در کشور آلمان هست.

## نگارخانه

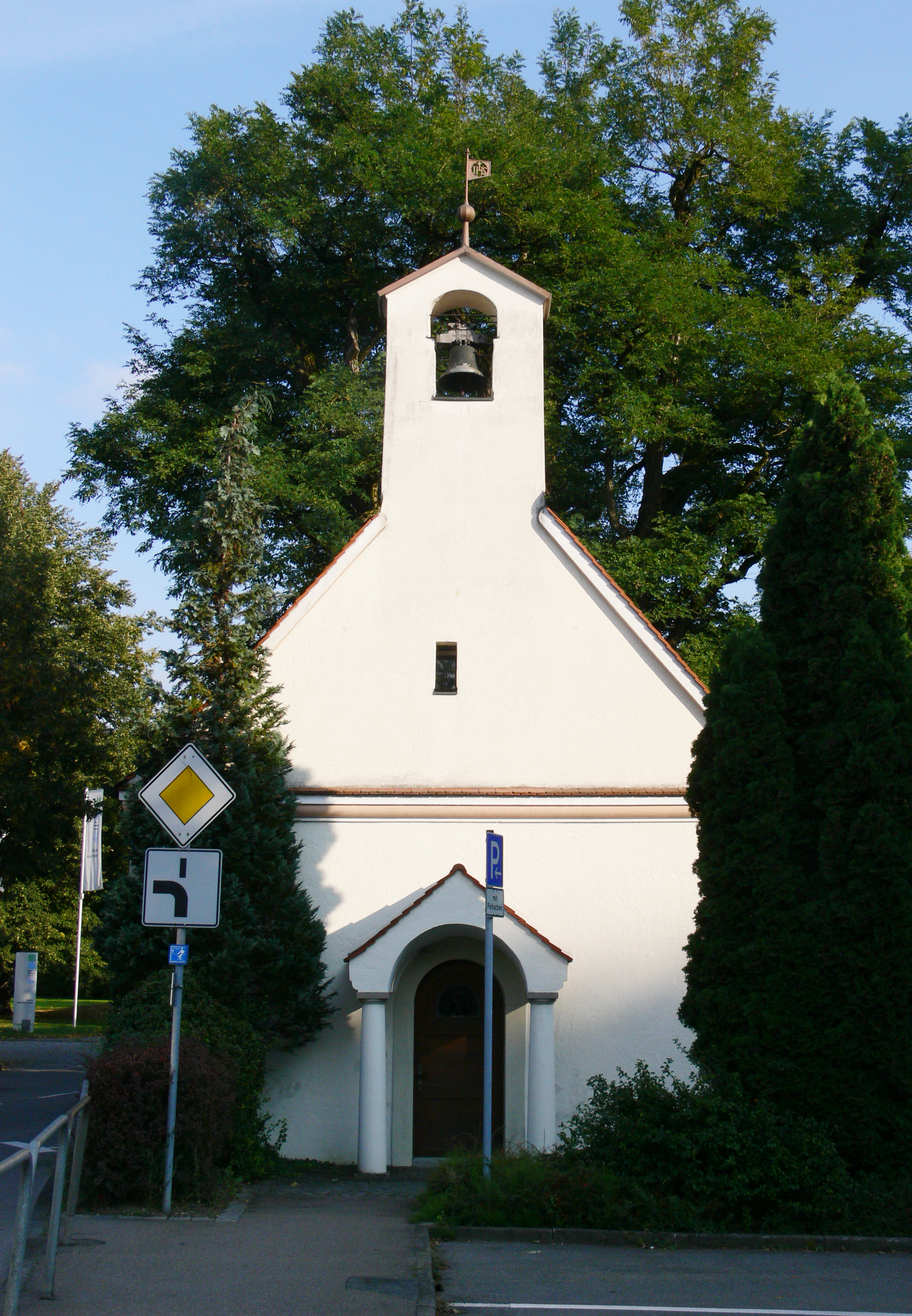